# ناتانیل مندز-لینگ
ناتانیل مندز-لینگ (انگلیسی: Nathaniel Mendez-Laing؛ زادهٔ ۱۵ آوریل ۱۹۹۲) بازیکن فوتبال اهل بریتانیا است.
از باشگاه‌هایی که در آن بازی کرده‌است می‌توان به باشگاه فوتبال ولورهمپتون واندررز، باشگاه فوتبال شفیلد یونایتد، باشگاه فوتبال پورتسموث، باشگاه فوتبال پیتربورو یونایتد، باشگاه فوتبال شروزبری تاون، باشگاه فوتبال کمبریج یونایتد، و باشگاه فوتبال روچدیل اشاره کرد.
وی همچنین در تیم‌های ملی فوتبال زیر ۱۶ سال انگلستان و زیر ۱۷ سال انگلستان بازی کرده‌است.